# Gra w butelkę

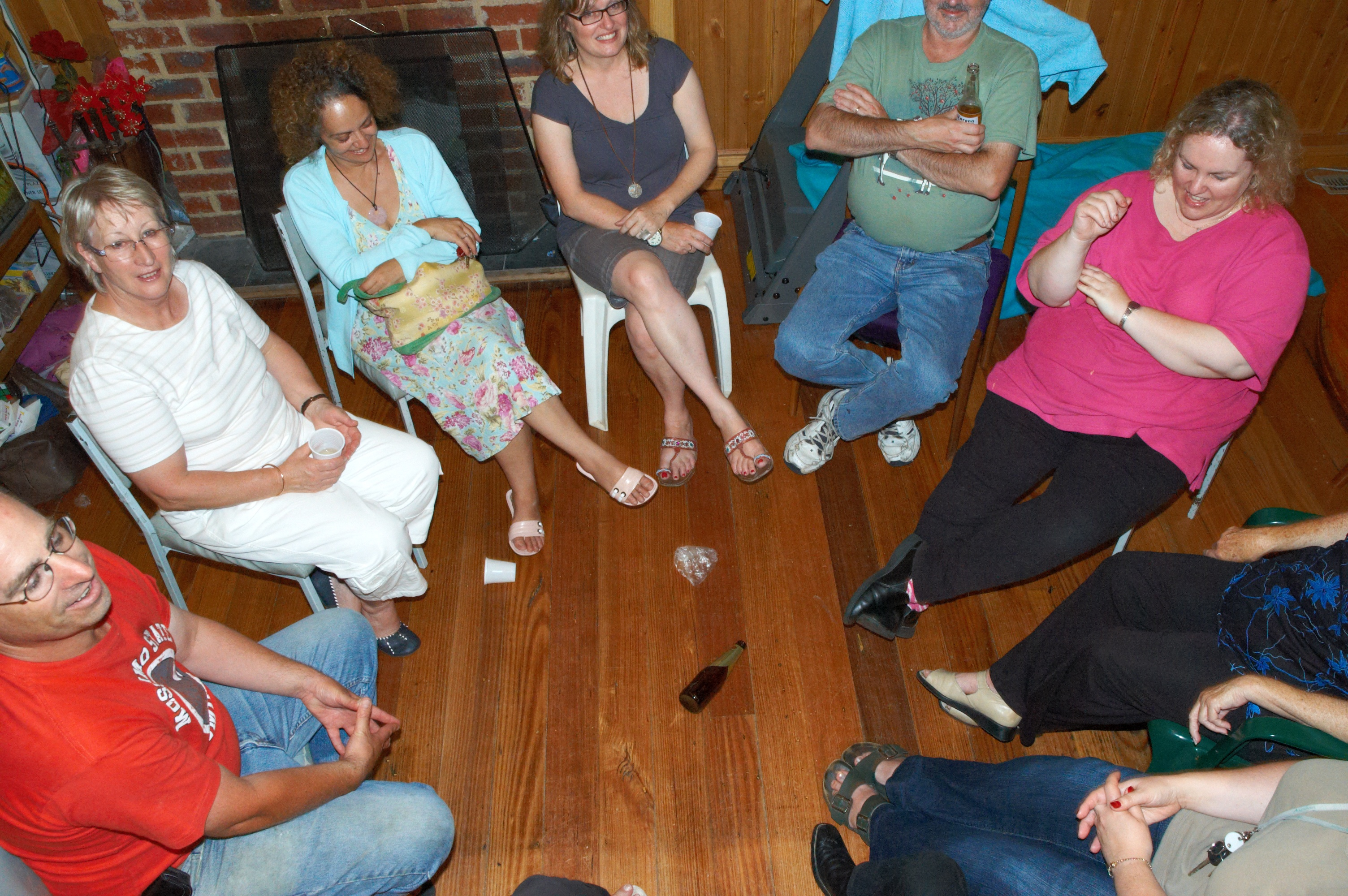
Grupa osób grających w butelkę

Gra w butelkę – popularna towarzyska gra lub zabawa młodzieżowa o charakterze romantycznym lub erotycznym.

## Zasady
W grze bierze udział grupa minimum czterech osób (gra jest możliwa przy mniejszej ilości osób, ale wtedy zasadniczo jest sprzeczna ze swoją ideą), o możliwie wyrównanej proporcji płci (znaczna przewaga jednej z płci ponownie czyni grę sprzeczną z jej ideą). Uczestnicy siadają na obwodzie okręgu, naprzemiennie chłopak-dziewczyna, w którego środku umieszcza się butelkę. Pierwsza osoba, wyznaczona najczęściej przez losowanie lub wyliczanie kręci butelką, po czym musi pocałować osobę na którą wskaże szyjka butelki po jej zatrzymaniu. 
Jeśli grający nie umówią się inaczej, to zwykle przyjmuje się, że powinna być to osoba przeciwnej płci, więc gdy butelka wskaże osobę o tej samej płci, powtarza się losowanie lub całuje najbliżej siedzącą, wobec wskazania butelki, osobę o przeciwnej płci. W zależności od stopnia zżycia grupy, a także od charakteru zabawy (niewinny flirt czy też zabawa erotyczna) pocałunki przyjmują formę „cmoknięć” w policzek, usta, aż do pełnego pocałunku, także w inne części ciała. 

## Odmiany
Odmianami gry w butelkę są:
- gra na rozkazy – można nie pocałować wskazanej przez butelkę osoby, ale wtedy trzeba wykonać jej rozkaz lub odpowiedzieć szczerze na zadane pytanie
- na fanty – oddaje się fant, gdy nie chce się całować
- rozbierana butelka – wskazana przez butelkę osoba zdejmuje część garderoby.

Możliwe są także kombinacje różnych zasad, w zależności od celu gry.
Ten rodzaj losowania można także wykorzystać w nieco podobnej, ale zupełnie innej młodzieżowej grze Prawda czy wyzwanie?.